# 圣朱利安德图尔萨克
圣于连德图尔萨克（法語：Saint-Julien-de-Toursac，法語發音：[sɛ̃ ʒyljɛ̃ də tuʁsak]）是法国康塔尔省的一个市镇，属于欧里亚克区。

## 地理
圣于连德图尔萨克（44°46'26"N, 2°12'34"E）面积9.44 平方千米，位于法国奥弗涅-罗讷-阿尔卑斯大区康塔爾省，该省份为法国中南部省份，位于法國中央高原中心，北起科雷兹省、上盧瓦爾省和多姆山省，西接洛特省和科雷兹省，南至阿韦龙省和洛特省，东临上盧瓦爾省和洛泽尔省。
与圣于连德图尔萨克接壤的市镇（或旧市镇、城区）包括：布瓦塞、帕尔朗、凯扎克、鲁济耶、圣艾蒂安德莫尔斯、圣伊莱尔。
圣于连德图尔萨克的时区为UTC+01:00、UTC+02:00（夏令时）。

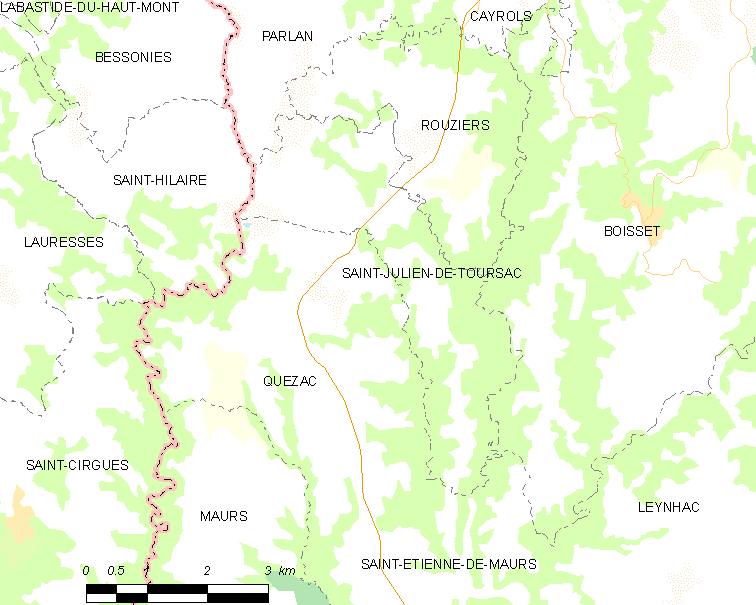
圣于连德图尔萨克的OSM定位图

## 行政
圣于连德图尔萨克的邮政编码为15600，INSEE市镇编码为15194。

## 政治
圣于连德图尔萨克所属的省级选区为莫尔斯县。

## 人口

1962-2008年间圣于连德图尔萨克人口变化图示

圣于连德图尔萨克于2022年1月1日时的人口数量为102人。